# Ли Чжинсан
Ли Чжинсан (кор. 이진상; род. 1981, Сеул) — южнокорейский пианист.

## Биография
Окончил Корейский национальный университет искусств, ученик Ким Тэ Чжина. Затем учился в Нюрнбергской Высшей школе музыки у Вольфганга Манца и Юлии Гольдштейн и в Кёльнской Высшей школе музыки у Павла Гилилова. В 2001 г. занял второе место на Международном конкурсе в Сэндае, затем выиграл несколько пианистических конкурсов в Европе и Азии, в том числе Конкурс пианистов имени Гезы Анды (2009). Участник многих европейских музыкальных фестивалей, в том числе фестиваля «Музыкальный Олимп» в Санкт-Петербурге (2010), где его исполнение 21-го концерта Вольфганга Амадея Моцарта вызвало одобрение публики и критики.